# Der Zauber der Wirklichkeit
Der Zauber der Wirklichkeit: Die faszinierende Wahrheit hinter den Rätseln der Natur ist ein 2012 auf Deutsch beim Ullstein Verlag erschienenes Sachbuch des britischen Evolutionsbiologen Richard Dawkins. Es erschien im englischen Original unter dem Titel The Magic of Reality: How We Know What's Really True im Jahr 2011 bei Bantam Press.
Dawkins beschäftigt sich in seinem von Dave McKean illustrierten Werk damit, wie die Menschen Vorgänge ihrer Umwelt mit Mythen erklärten und was die Wissenschaft zur Erklärung beitragen kann. Nach eigener Aussage richtet sich sein Buch an Leser ab 12 Jahren.

## Inhalt

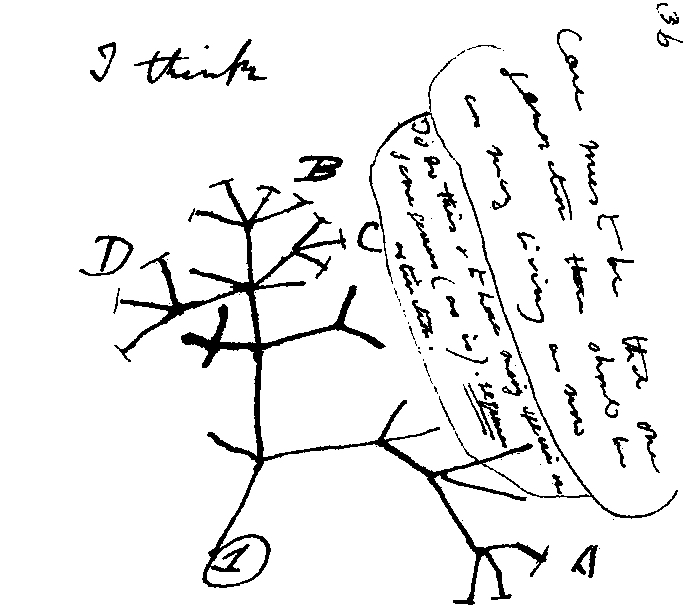
Skizze eines evolutionären Stammbaums von Charles Darwin, wie sie im Buch als Illustration verwendet wird:
Um die Entstehung neuer Arten anschaulich zu machen, vergleicht Dawkins sie mit der Entwicklung der europäischen Sprachen aus einer indogermanischen Ursprache.

Dawkins beginnt im ersten Kapitel damit, die Begriffe des Buchtitels zu definieren. Demnach sei Wirklichkeit all das, was wir mit unseren fünf Sinnen – eventuell unterstützt durch Instrumente – erfahren können. Als ebenso real erachtet er Emotionen, da diese untrennbar an die Existenz von Gehirnen gekoppelt seien, die wiederum reale Gebilde sind. Den Zauber verwendet er im Sinne von „etwas zutiefst Bewegendes oder Beglückendes“, wodurch man sich „im Innersten berührt“ fühlt. Gleichzeitig erläutert er, weshalb er den Zauber in seiner magischen Bedeutung als Erklärung für die Realität für unbrauchbar hält: Ein Merkmal der Magie sei es, Dinge aus dem Nichts zu erschaffen oder plötzlich zu verwandeln. Am Beispiel der Evolution will er zeigen, dass komplexe Formen stets aus graduellen Prozessen hervorgehen und nicht schlagartig oder durch Zufall entstehen.
Im Folgenden behandelt Dawkins eine Reihe von Fragen und versucht diese mit überprüfbaren wissenschaftlichen Erkenntnissen aus verschiedenen Fachgebieten zu beantworten. Den meisten seiner Erklärungen werden diverse Mythen aus der Menschheitsgeschichte vorangestellt, die sich ebenfalls mit dem Thema der Fragen beschäftigen. Jede Frage eröffnet ein neues Kapitel. Im Einzelnen sind das:
- Wer war der erste Mensch?
- Warum gibt es so viele Tierarten?
- Woraus bestehen die Dinge?
- Warum gibt es Tag und Nacht, Sommer und Winter?
- Was ist die Sonne?
- Was ist ein Regenbogen?
- Wann und wie hat alles angefangen?
- Sind wir allein?
- Was ist ein Erdbeben?
- Warum geschehen schlimme Dinge?
- Was ist ein Wunder?

Zu den Mythen, die im Buch vorgestellt werden, gehören beispielsweise Traumzeit-Mythen der Aborigines, das Gilgamesch-Epos, afrikanische Schöpfungsmythen, die biblischen Erzählungen von Adam und Eva, der Turmbau zu Babel oder die Arche Noah. Behandelt werden auch überholte medizinische Praktiken, wie der auf der Humoralpathologie basierende Aderlass, sowie moderne Mythen, zu denen nach Dawkins’ Ansicht Entführungen durch Außerirdische gehören. Dass Dawkins nicht zur Beantwortung jeder Frage entsprechende altertümliche Mythen gefunden hat, erklärt er sich damit, dass sich früher bestimmte Bereiche der Beobachtung durch den Menschen entzogen und sie demzufolge keine Erklärung dafür brauchten. Dies betrifft insbesondere den Mikrokosmos und im Makrokosmos die Frage nach Außerirdischem Leben.
Zu den Themen, die Dawkins zur wissenschaftlichen Beantwortung der Fragen heranzieht, gehören unter anderen: Entwicklung des Menschen im Laufe der Evolution, geographische Isolation, Atommodelle, Gravitation, Entwicklung von Sternen, Urknall, Lichtspektrum, Dopplereffekt, Exoplaneten und Kontinentaldrift. Die Frage nach den schlimmen Dingen in der Welt beantwortet Dawkins damit, dass das Universum ohne Gefühle sei und sich nicht um unsere Befindlichkeiten kümmere. Ob ein Ereignis für uns gut oder schlecht ist, habe keinerlei Einfluss auf die Wahrscheinlichkeit dieses Ereignisses.
Zuletzt geht es um Wunder im Sinne von übernatürlichen Vorkommnissen. Für Dawkins handelt es sich dabei um Geschichten, die im Stille-Post-Prinzip verbreitet werden; um Zufälle, die nur weitererzählt werden, weil sie außergewöhnlich sind; oder schlicht um Scharlatanerie. Im Umgang mit solchen Geschichten schließt er sich den Empfehlungen von David Hume an, wonach alle möglichen Alternativen gegeneinander abgewogen werden sollen; ob es zum Beispiel wahrscheinlicher ist, dass der Zeuge irrt, oder dass die wundersame Geschichte wahr ist.
Mythen, Zauberei und Wunder können nach der Auffassung Dawkins’ nichts erklären. Den Verweis auf Übernatürliches bezeichnet er als „faul und unehrlich“:

„Wenn du sagst, etwas Seltsames müsse ‚übernatürlich‘ sein, sagst du nicht nur, dass du es zurzeit nicht verstehst, sondern du gibst auch auf und erklärst, man könne es nie verstehen.“

Im Gegensatz dazu besitze die Wissenschaft den Zauber der Wirklichkeit.

## Rezensionen
Michael Lange vom Deutschlandradio Kultur ist der Auffassung, dass dem „wunderbar abwechslungsreich illustriertem Jugendbuch“ die „beißende Polemik“ aus Dawkins’ Werk Der Gotteswahn fehle, er sich jedoch „die eine oder andere spöttische Bemerkung über die Mythen nicht verkneifen“ könne. „Fast so als fehle ihm der Respekt vor den Überzeugungen unserer Vorfahren, die aber bis heute wirken.“ Das Buch sei dennoch „rundum empfehlenswert“ und biete die Möglichkeit „veraltetes Schulwissen zu entstauben.“
Auch Frank Patalong von Spiegel Online beschreibt das Werk als „unterhaltsam und lehrreich“. Seinem Anspruch werde es aber nicht ganz gerecht, da es Leser ohne Kenntnis über naturwissenschaftliche Grundlagen überfordern würde. Stattdessen erschließe es „sich eher einem Publikum mit unvertieftem Grundwissen.“ Dies sei aber nicht schlimm; es gäbe „enorm starke Passagen, beispielsweise [über die] oft missverstandenen Mechanismen der Evolution“. Patalong bezeichnet dies als „Aufklärung im besten Sinne.“
Andy Coghlan lobt im New Scientist Dawkins’ Schreibstil sowie die Aufmachung des Buches, insbesondere McKeans Illustrationen. Der Ton sei weicher als für Dawkins üblich, religiöse Erklärungen lehne er jedoch weiterhin kompromisslos ab. Teilweise sei das Werk provokant, was vor allem für die letzten beiden Kapitel gelte. Coghlans Ansicht nach fehlt dem Buch ein Kapitel „Warum tun sich Menschen gegenseitig schlimme Dinge an?“, da diese Frage eine Schlüsselrolle bei der Entwicklung von Religionen gespielt habe. Dennoch sei das Buch „ein Triumph“ und würde „zweifellos ein Bestseller werden.“
Colin Tudge wirft Dawkins im Independent vor, seinen ins 19. Jahrhundert gehörenden Materialismus mit dem gleichen Eifer zu vertreten, wie auch Kreationisten ihren Standpunkt. Dawkins verurteile die weltanschauliche Indoktrination durch Religionen bei Kindern, würde mit dem Buch aber genau dies tun. Er kritisiert außerdem die Behauptung Dawkins’, Gefühle würden lediglich unserem Gehirn entspringen, da dies nur eine von mehreren verschiedenen Sichtweisen sei. Er bezeichnet Dawkins als „unverbesserten logischen Positivisten“, der einer veralteten Philosophie anhänge, die sage, dass alles, was nicht greifbar und mathematisch erfassbar ist, bedeutungslos sei. Des Weiteren sei Religion nicht abhängig von Mythen und Wundern, da diese nur bildhaft zu verstehen seien. Er stimmt Dawkins zu, dass die Wissenschaft ihren eigenen Zauber habe; deshalb stünden die Enthüllungen der Wissenschaft aber nicht im Widerspruch zur Religion.